# 川滇黔工農紅軍游擊隊起義指揮部舊址
川滇黔工農紅軍游擊隊起義指揮部舊址位於四川省瀘州市合江縣，文物遺址年代判定為1935年。2012年7月16日公佈為第八批四川省文物保護單位。
川滇黔工農紅軍游擊隊起義指揮部舊址（掛林園）位於合江縣五通鎮石頂山村8社。該建築占地面積2124平方米，為一進四合院，建築左右各有明樓一座，保存完整。1935年1月，中國工農紅軍一方面軍向赤水流竄時，瀘縣中心縣委派員在合江、赤水一帶組織武裝暴動，牽制川黔軍，在“掛林園”一帶豎起“川滇黔邊區工農紅軍游擊縱隊”旗幟，配合中央紅軍轉移。